# Vallée de Ngyandu
Ngyandu Vallis
La vallée de Ngyandu (désignation internationale : Ngyandu Vallis) est une vallée située sur Vénus dans le quadrangle de Lada Terra. Elle a été nommée en référence au nom swahili de la planète Vénus.